# Georgios Zaimis
Georgios Zaimis (griechisch Γεώργιος Ζαΐμης; * 28. Juni 1937 in Piräus; † 1. Mai 2020) war ein griechischer Segler.

## Erfolge
Georgios Zaimis nahm dreimal an Olympischen Spielen in der Bootsklasse Drachen teil. Bei seinem Olympiadebüt 1960 in Rom war er neben Odysseus Eskitzoglou Crewmitglied des griechischen Bootes von Rudergänger Konstantin von Griechenland. In ihrem Boot Nirefs wurden sie mit 6733 Punkten vor dem argentinischen und dem italienischen Boot Olympiasieger. 1964 in Tokio belegte Zaimis, diesmal Crewmitglied von Rudergänger Odysseus Eskitzoglou, den achten Platz, bei den Olympischen Spielen 1968 in Mexiko-Stadt kam er mit Eskitzoglou nicht über den 15. Platz hinaus.